# Sionggang Selatan
Sionggang Selatan is een bestuurslaag in het regentschap Toba Samosir van de provincie Noord-Sumatra, Indonesië. Sionggang Selatan telt 253 inwoners (volkstelling 2010).